# Відстань Бгаттачар'я
У статистиці відстань Бгаттачар'я вимірює подібність двох розподілів ймовірностей. Поняття тісно пов’язано з коефіцієнтом Бгаттачар'я, який є мірою величини перекриття двох статистичних вибірок. Обидва показники названі на честь Аніла Кумара Бгаттачар'я, статиста, який працював у 1930-х роках в Індійському статистичному інституті.
Коефіцієнт можна використовувати для визначення відносної близькості двох вибірок, що розглядаються. Також використовується для вимірювання роздільності класів у класифікації, і вважається більш надійним, ніж відстань Махаланобіса, оскільки відстань Махаланобіса є окремим випадком відстані Бхаттачар'я, коли нормальні відхилення двох класів однакові. Отже, коли два класи мають схожі математичні очікування, але різні нормальні відхилення, відстань Махаланобіса прямує нуля, тоді як відстань Бгаттачарія зростає залежно від різниці між нормальними відхиленнями.

## Визначення
Для розподілу ймовірностей p і q в одній області X відстань Бгаттачар'я визначається як
{\displaystyle D_{B}(p,q)=-\ln \left(BC(p,q)\right)}
де
{\displaystyle BC(p,q)=\sum _{x\in X}{\sqrt {p(x)q(x)}}}
є коефіцієнтом Бгаттачар'я для дискретних розподілів ймовірностей .
Для неперервного розподілу ймовірностей коефіцієнт Бгаттачар'я визначається як
{\displaystyle BC(p,q)=\int {\sqrt {p(x)q(x)}}\,dx}
В будь-якому випадку, {\displaystyle 0\leq BC\leq 1} і {\displaystyle 0\leq D_{B}\leq \infty } . {\displaystyle D_{B}} не виконує нерівності трикутника.
У найпростішому формулюванні відстань Бгаттачар'я між двома класами за нормального розподілу можна обчислити, за математичним очікуванням та дисперсією двох окремих розподілів або класів:
{\displaystyle D_{B}(p,q)={\frac {1}{4}}\ln \left({\frac {1}{4}}\left({\frac {\sigma _{p}^{2}}{\sigma _{q}^{2}}}+{\frac {\sigma _{q}^{2}}{\sigma _{p}^{2}}}+2\right)\right)+{\frac {1}{4}}\left({\frac {(\mu _{p}-\mu _{q})^{2}}{\sigma _{p}^{2}+\sigma _{q}^{2}}}\right)}
де:
| {\displaystyle \sigma _{p}^{2}} | — дисперсія розподілу p,                |
| {\displaystyle \mu _{p}}        | — математичне очікування розподілу p, і |
| {\displaystyle p,q}             | — два різні розподіли.                  |

Відстань Махаланобіса, що використовується в лінійному дискримінантному аналізі Фішера, є окремим випадком відстані Бгаттачар'я.
Для багатовимірних нормальних розподілів {\displaystyle p_{i}={\mathcal {N}}({\boldsymbol {\mu }}_{i},\,{\boldsymbol {\Sigma }}_{i})},
{\displaystyle D_{B}={1 \over 8}({\boldsymbol {\mu }}_{1}-{\boldsymbol {\mu }}_{2})^{T}{\boldsymbol {\Sigma }}^{-1}({\boldsymbol {\mu }}_{1}-{\boldsymbol {\mu }}_{2})+{1 \over 2}\ln \,\left({\det {\boldsymbol {\Sigma }} \over {\sqrt {\det {\boldsymbol {\Sigma }}_{1}\,\det {\boldsymbol {\Sigma }}_{2}}}}\right),}
де {\displaystyle {\boldsymbol {\mu }}_{i}} і {\displaystyle {\boldsymbol {\Sigma }}_{i}} є математичними очікуваннями та коваріантами розподілів, і
{\displaystyle {\boldsymbol {\Sigma }}={{\boldsymbol {\Sigma }}_{1}+{\boldsymbol {\Sigma }}_{2} \over 2}.}
Зверніть увагу, що в цьому випадку перший член у відстані Бгаттачар'я пов'язаний з відстанню Махаланобіса.

## Коефіцієнт Бгаттачар'я
Коефіцієнт Бгаттачар'я — це наближене вимірювання величини перекриття двох статистичних вибірок. Коефіцієнт можна використовувати для визначення відносної близькості двох зразків, що розглядаються.
Розрахунок коефіцієнта Бгаттачар'я передбачає елементарну форму інтегрування перекриття двох зразків. Інтервал значень двох зразків розбивається на обрану кількість розділів, і кількість членів кожного зразка в кожному розділі використовується в наступній формулі,
{\displaystyle BC(\mathbf {p} ,\mathbf {q} )=\sum _{i=1}^{n}{\sqrt {p_{i}q_{i}}},}
де, враховуючи зразки p і q, n — кількість розділів, і {\displaystyle p_{i}}, {\displaystyle q_{i}} — це кількість членів вибірки p і q в i-му розділі.
Отже, ця формула більша для кожного розділу, який містить члени обох зразків, та для кожного розділу, який має велике перекриття двох членів зразка всередині нього. Вибір кількості розділів залежить від кількості членів у кожній вибірці; при занадто малій кількості розділів втрачається точність через погану оцінку області перекриття, а при великій кількості розділів можна отримати такі, що не міститимуть жодного члена, навіть якщо вони розташовані у досить густому просторі вибірки.
Коефіцієнт Бгаттачар'я дорівнюватиме 0, якщо через множення на нуль дві вибірки не мають перекриття. Це означає, що відстань між повністю відокремленими зразками не буде піддаватися лише цьому коефіцієнту.
Коефіцієнт Бгаттачар'я використовується при побудові полярних кодів. 

## Застосування
Відстань Бхаттачарія широко використовується в дослідженнях вилучення та вибору функцій, обробки зображень, розпізнавання динаміків та кластеризації телефонів.
Пропонований "простір Бгаттачар'я" як техніка вибору властивостей, може бути застосований до сегментації текстур.

## Ланки
- Hazewinkel, Michiel, ред. (2001), distance Bhattacharyya distance, Математична енциклопедія, Springer, ISBN 978-1-55608-010-4